# Limbda (stato)
Lo Stato di Limbda fu uno stato principesco del subcontinente indiano, avente per capitale la città di Limbda.

## Storia
Lo stato di Limbda venne fondato da Hanubha Gohil, figlio terzogenito di Lakhaji III, thakor saheb di Lathi. Hanubha ed i suoi fratelli Fatehsinh e Ajabha ottennero lo stato di Ingorala dopo la morte di Lakhajiraj. Contesero il feudo di Limbda ed i villaggi vicini ai sovrani di Kathi, riuscendo ad ottenere il controllo di altri cinque villaggi.
Il 15 febbraio 1948 entrò a far parte dell'Unione Indiana.

## Governanti
I regnanti di Limbda avevano il titolo di thakur.